# Unciti
Unciti (en basque Untzitibar) est une ville et une commune de la communauté forale de Navarre (Espagne).
Elle est située dans la zone non bascophone de la province et à 19 km de la capitale, Pampelune. Le castillan est la seule langue officielle alors que le basque n’a pas de statut officiel. Le secrétaire de mairie est aussi celui de Ibargoiti, Izagaondoa, Lizoáin, Monreal, Urroz-Villa.

## Démographie
| Évolution démographique                                | Évolution démographique | Évolution démographique | Évolution démographique | Évolution démographique | Évolution démographique | Évolution démographique | Évolution démographique | Évolution démographique | Évolution démographique | Évolution démographique |
| 1996                                                   | 1998                    | 1999                    | 2000                    | 2001                    | 2002                    | 2003                    | 2004                    | 2005                    | 2006                    | 2007                    |
| ------------------------------------------------------ | ----------------------- | ----------------------- | ----------------------- | ----------------------- | ----------------------- | ----------------------- | ----------------------- | ----------------------- | ----------------------- | ----------------------- |
| 231                                                    | 236                     | 228                     | 228                     | 222                     | 226                     | 220                     | 226                     | 223                     | 218                     | 216                     |
| Sources: Unciti et instituto de estadística de navarra |                         |                         |                         |                         |                         |                         |                         |                         |                         |                         |

La municipalité se compose des villages suivants:
| Nom village      | Pop. (2006) |
| ---------------- | ----------- |
| Alzórriz         | 34          |
| Artáiz           | 47          |
| Cemboráin        | 24          |
| Unciti (Conseil) | 69          |
| Zabalceta        | 21          |

### Sources
- (es) Cet article est partiellement ou en totalité issu de l’article de Wikipédia en espagnol intitulé « Unciti » (voir la liste des auteurs).